# 小林克満
小林 克満（こばやし かつま、1961年〈昭和36年〉6月16日 - ）は日本の実業家。大東建託の代表取締役社長（第6代）を務める。

## 来歴
愛知県の出身。神戸市外国語大学中退。大東建託に入社後、同社の商品開発部長や営業統括部長、建築事業本部長、取締役常務執行役員、専務取締役、子会社の大東ファイナンス代表取締役社長、社団法人賃貸経営ネットワーク理事などを歴任する。
2019年4月、大東建託の内規での取締役定年によって代表取締役社長を退任した熊切直美の後任として代表取締役社長に就任する。

## 経歴
- 1986（昭和61）年
  - 2月：大東建託入社。
- 2002（平成14）年
  - 4月：商品開発部長に就任。
- 2005（平成17）年
  - 4月：営業企画部長に就任。
- 2011（平成23）年
  - 4月：執行役員営業統括部長に就任。
- 2012（平成24）年
  - 6月：取締役常務執行役員　営業統括部長に就任。
- 2013（平成25）年
  - 4月：取締役常務執行役員　営業統括部長に就任。大東ファイナンス代表取締役社長兼任。
- 2015（平成27）年
  - 4月：常務取締役　営業統括部長に就任。大東ファイナンス代表取締役社長、賃貸経営ネットワーク理事、大東みらい信託取締役を兼任。
- 2016（平成28）年
  - 4月：常務取締役　営業統括部長に就任。大東ファイナンス代表取締役社長、大東みらい信託取締役を兼任。
- 2017（平成29）年
  - 4月：常務取締役　建築事業本部長に就任。大東みらい信託取締役兼任。
- 2018（平成30）年
  - 4月：専務取締役　建築事業本部長に就任。大東みらい信託取締役兼任。
- 2019（平成31）年
  - 4月：代表取締役社長に就任。